# Curtara irrorata
Curtara irrorata är en insektsart som beskrevs av Carl Stål 1862. Curtara irrorata ingår i släktet Curtara och familjen dvärgstritar. Inga underarter finns listade i Catalogue of Life.